# آسفالت اوردرایو
بازی آسفالت اوردرایو (به انگلیسی: Asphalt overdrive) یک بازی ویدئویی است که توسط کمپانی بزرگ گیم لافت در سال ۲۰۱۴ تولید و عرضه گردیده‌است. این بازی یازدهمین سری از بازی‌های آسفالت می‌باشد. این بازی اولین بار در نمایشگاه سرگرمی‌های الکترونیکی در ژوئن ۲۰۱۴ نسخه اولیخ آن و در سپتامبر ۲۰۱۴ نسخه‌های اندروید و آی او اس و ویندوز فون را به بازار عرضه نمود.
این نسخه از آسفالت نسبت به سری‌های قبلی این بازی تغییراتی را داشته است ولی همچنان از اتومبیل‌های واقعی در این بازی بهره برده است البته اتومبیل‌هایی از دهه ۸۰میلادی! و سناریو بازی آن بیشتر به سبک تمپل ران و ساب وی سرفرز می‌باشد. از دیگر تمایزهای این بازی بهره‌گیری از محیط شهر کالیفرنیا در سال‌های ۱۹۸۰ و موسیقی پشت زمینه‌ای آن دوران می‌باشد.

## سناریو بازی
بازی آسفالت اوردرایو از نسبت به نسخه‌های پیشن خود تغییر نموده و به جای مسابقه دادن با سایر رانندگان با تعقیب پلیس آغاز می‌گردد. با افزایش نیترو می‌توانید پلیس‌ها را فریب داده و به مسیر خود ادامه دهید. همچنین شبیه به سایر مسابقه‌های اتومبیلرانی به افزایش درآمد و پول درون بازی می‌توانید اتومبیل خود را ارتقا دهید. همچنین هر مسابقه از یک نقطه آغاز می‌شود و چنانچه مسابقه‌ای را دوباره شروع کنید بازی از یک منطقه دیگر آغاز خواهد شد.